# Ioan Popa (scrimer)
Ioan Popa (n. 22 aprilie 1953, București, România – d. 3 august 2017) a fost un scrimer olimpic român specializat pe spadă, campion universitar pe echipe în 1977 și în 1981.

## Carieră
S-a apucat de scrima la clubul „Triumf” București sub îndrumarea antrenorului Ioan Halmagyi, apoi s-a transferat la CSA Steaua cu Constantin Stelian. A cucerit de trei ori titlul de campion național în 1976, 1977 și 1979.
A luat parte la proba de spadă pe echipe la Jocurile Olimpice de vară din 1976 de la Montreal, România clasându-se pe locul șase. A fost laureat cu aur pe echipe la Universiada de vară din 1977 de la Sofia, cu bronz pe echipe la ediția din 1979 de la Ciudad de México și din nou cu aur la ediția din 1981 de la București. Cu CSA Steaua a câștigat Cupa Europei de Scrimă în anul 1980. A participat la ambele probe la Jocurile Olimpice de vară din 1980 de la Moscova, clasându-se pe locul 6 la individual și pe locul 4 pe echipe. Pentru realizările sale a fost numit maestru emerit al sportului în anul 1982.
După ce s-a retras a devenit antrenor de scrimă la CSA Steaua. A contribuit în special la creșterea spadei feminine în România: eleva sa Simona Iluți a fost laureată cu bronz la Campionatul Mondial pentru cadeți de la Denver în 1993 și în anul următor la Campionatul Mondial pentru juniori de la México.

## Distincții
- Medalia „Meritul Sportiv” clasa I (15 aprilie 1981) „pentru rezultatele deosebite obținute la Jocurile olimpice de vară de la Moscova — 1980, precum și pentru contribuția adusă la dezvoltarea activității sportive și la creșterea prestigiului sportului românesc pe plan internațional”[4]